# الحزب الاشتراكي (تونس)
الحزب الاشتراكي (الحزب الاشتراكي اليساري سابقا)، هو حزب تونسي تأسس في أكتوبر /تشرين الأول 2006.

## جذوره
ينحدر عناصر هذا الحزب من حزب العمال الشيوعي التونسي وقد انشقوا عنه في أواسط التسعينات على خلفية الاختلاف في تقييم الوضع السياسي في البلاد ودور «القوى الديمقراطية والتقدمية» والعلاقة مع حركة النهضة الإسلامية. وقد عرفوا باسم «الشيوعيين الديمقراطيين» وانضموا ككتلة إلى الحزب الديمقراطي التقدمي ثم انتقلوا للنشاط ضمن «المبادرة الديمقراطية» وهي ائتلاف سياسي ضم كلا من حركة التجديد المعترف بها وحزب العمل الوطني الديمقراطي غير المعترف به بالإضافة إلى مجموعة من المستقلين. وفي 1 أكتوبر/تشرين الأول 2006 أعلنت مجموعة «الشيوعيين الديمقراطيين» عن تشكيلها للحزب الاشتراكي اليساري. وقد تم الاعتراف به بعيد فرار الرئيس زين العابدين بن علي حيث منح التأشيرة يوم الاثنين 17 جانفي 2011.

## نشاطه
عمل الاشتراكيون اليساريون منذ ظهورهم بالتنسيق مع نفس حركة التجديد وحزب العمل بهدف معلن يتمثل في «التشاور وتبادل الآراء حول الوضع العام بالبلاد وما يتطلبه من عمل مشترك لمواجهة التحديات والتأثير معا على مجرى الأمور في اتجاه الإصلاح الديمقراطي بوصفه ضرورة وطنية لا تحتمل مزيد التأجيل». وفي يوم 15 جوان/حزيران 2008 أعلنت هذه الأحزاب عن تدعيم التنسيق بينها من خلال المبادرة الوطنية من أجل الديمقراطية والتقدم التي أعلن أنها تهدف إلى تجميع القوى الديمقراطية والتقدمية في النضال من أجل الحريات العامة والطالب الاجتماعية والسيادة الوطنية والدفاع عن مبادئ العدالة والمساواة. غير أنهم انسحبوا منها بمناسبة الانتخابات التشريعية المنتظمة في أكتوبر 2009

## برنامجه
وزعت الهيئة التأسيسية للحزب الاشتراكي اليساري كتيبا بعنوان «الأسس العامة لبرنامجنا»، وقد تضمن التوجهات النظرية للحزب ورؤيته لعدد من القضايا الدولية والعربية، من ذلك «الهيمنة الأمريكية على العالم» والإرهاب والتيارات الدينية واحتلال العراق والقضية الفلسطينية. أما بالنسبة للبرنامج المرحلي للحزب، فتتمثل في الانتقال إلى «الجمهورية الديمقراطية» و«إقرار الحريات العامة والفردية» و«بناء اقتصاد تضامني».
وجاء في برنامجه أنه «يتبنى الاشتراكية العلمية ويناضل في سبيل مجتمع اشتراكي يضع حدا للاستغلال والاضطهاد الطبقيين». كما جاء أيضا أنه يجعل «من برنامج اليسار الموحد برنامجه المرحلي باعتباره يعبر عن مصالح الطبقة العاملة والشعب الكادح ويضع على يافطته النضال في سبيل الاشتراكية كهدف استراتيجي ويأخذ على عاتقه انتقاليا إنجاز المهمة الديمقراطية – الوطنية على الوجه الأكمل والأتم».
ومن بين النقاط التي تضمنها برنامجه الانتقالي ما يلي:
أ – إصدار قانون عفو تشريعي عام يعيد الاعتبار لأصحاب الرأي بمختلف أجيالهم وللسياسة مكانتها في المجتمع بإخراجها من دائرة التجريم.
ب- تحرير الحياة السياسية وتمكين الراغبين في تكوين أحزاب وجمعيات واصدار دوريات وبعث وسائل اتصال على أساس مدني من ذلك.
ج- فصل جهاز الحزب الحاكم عن أجهزة الدولة وفي المقام الأول عدم تحمل رئيس الدولة مسؤوليات حزبية وضمان حياد الإدارة تجاه المواطنين والاحزاب والجمعيات وجعل الحكومة مسؤولة امام مجلس النواب....
د – ازاحة القوانين التي تعطل ممارسة الحريات وأحداث اخري تضمنها وتحميها من الانتهاك

## قيادته
تشكلت الهيئة التأسيسية للحزب الاشتراكي اليساري من 11 عضوا على رأسهم محمد الكيلاني، أحد مؤسسي حزب العمال الشيوعي التونسي، بالإضافة إلى عناصر أخرى من بينها نوفل الزيادي، بوصفه الناطق الرسمي، وكان في السابق الأمين العام الاتحاد العام لطلبة تونس من 1991 إلى 1997، والمحامي حسان التوكابري، وطارق الشامخ...

## من اصداراته
- البيان التأسيسي 
- السلفية الجهادية الجديدة حركة ارهابية عالمية 
- أمركة وعولمة المنطقة العربية والمسألة القومية 
- من أجل الجمهورية الديمقراطية 

## صفحة
يصدر شباب الحزب الاشتراكي اليساري نشرية نصف شهرية سياسية أخبارية جامعة تحت عنوان [آفاق اشتراكية http://psg.vacau.com/]، انطلقت في سنة 2009، نسختها الالكترونية على هذا الرابط.
- 

## حضوره

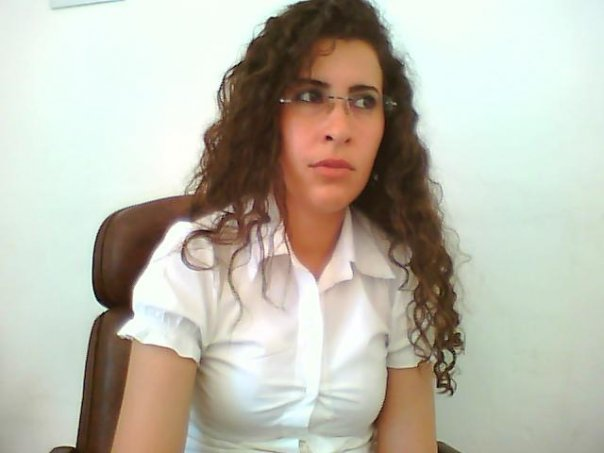
منى الوسلاتي رئيسة قائمة الديمقراطية والعدالة الاجتماعية بتونس 2

للحزب الاشتراكي اليساري وجود في الساحتين النقابية والطلابية وتحديدا في الاتحاد العام لطلبة تونس. (انظر بيان الشباب الاشتراكي اليساري المؤرخ يوم 5 أكتوبر 2007). أما في الساحة السياسية فقد تقدم الحزب الاشتراكي اليساري للمشاركة في الانتخابات التشريعية المنتظمة في 25 أكتوبر 2009 وذلك في 8 دوائر من أصل 26 دائرة وتلك الدوائر الثمانية هي: تونس 2 (منى الوسلاتي) وتونس 1 (نوفل الزيادي) وأريانة (فرحات الرداوي) والقصرين (عمري الزواوي) وسليانة (عادل العلوي) ونابل (نور الدين شواطي) والكاف (عادل العياري) والقيروان (كمال عبداوي)، في حين أسقطت للحزب قائمة دائرة جندوبة. ولم تحصل أي من تلك القائمات على نسبة من الأصوات تخول لأحد أعضاء الحزب الدخول إلى البرلمان.
ينضوي الحزب حاليا في تحالف الاتحاد من أجل تونس الذي يضم أيضا حركة نداء تونس والحزب الجمهوري وحزب العمل الوطني الديمقراطي والمسار الديمقراطي الاجتماعي.

## إشارات مرجعية
1. ↑  الاعتراف بثلاثة احزاب معارضة جديدة في تونس نسخة محفوظة 24 مارس 2020 على موقع واي باك مشين.
2. ↑  "مصادقة «الحزب الاشتراكي» و«حزب العمل الوطني الديمقراطي» على بيان 27 جانفي للاتحاد من أجل تونس"، التونسية في 4 فيفري 2013 نسخة محفوظة 25 ديسمبر 2012 على موقع واي باك مشين.

## وصلة خارجية
- مدونة باسم الحزب الاشتراكي اليساري
- مداخلة منى الوسلاتي في انتخابات التشريعية 2009
- مداخلة منى الوسلاتي في المؤتمر الجهوي لحزب الاشتراكي اليساري بأريانة في أفريل 2011 تعريف الحزب وأهم اهدافه ومساره النضالي
- محمد الكيلاني الأمين العام للحزب الاشتراكي اليساري نشأته ومسيرته